# Constance Towers

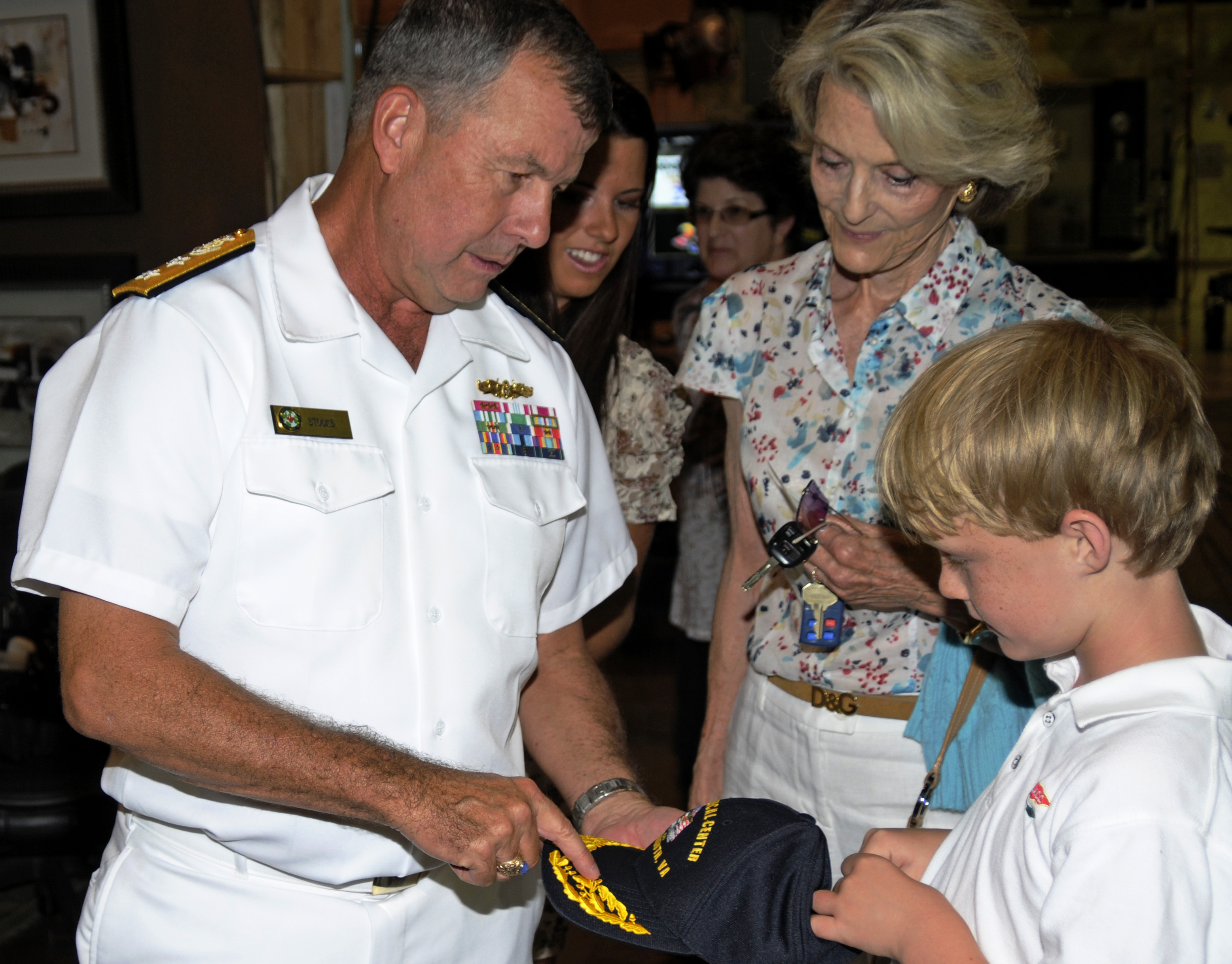
Constance Towers am Set der Fernsehsendung General Hospital während der Los Angeles Navy Week 2011

Constance Towers (* 20. Mai 1933 in Whitefish, Montana) ist eine US-amerikanische Schauspielerin und Sängerin.

## Leben

### Herkunft und Ausbildung
Towers wurde 1933 (nach anderen, aber wohl nicht zutreffenden Angaben 1934) als Constance Mary Towers als Tochter von Harry J. Towers und dessen Ehefrau Ardath L. (Reynolds) Towers geboren. Bereits als Kind hatte sie den Wunsch, Opernsängerin zu werden. Towers erhielt, ihren eigenen Angaben auf ihrer offiziellen Webseite zufolge, im Alter von elf Jahren ein Vertragsangebot von Paramount Pictures, das ihre Eltern jedoch ablehnten.
Nach dem Umzug ihrer Familie nach New York City studierte Towers Schauspiel und Gesang an der Juilliard School of Music und an der American Academy of Dramatic Arts.

### Theater
Erste Bühnenerfahrungen sammelte sie bei Sommertheateraufführungen von Musicals. Ab den 1960er Jahren arbeitete Towers als Bühnendarstellerin insbesondere als Musicaldarstellerin. 1960 sang sie an der Civic Light Opera in Los Angeles die Sarah Brown in dem Musical Guys and Dolls. 1965 gab sie ihr Debüt am Broadway in der musikalischen Komödie Anya von Robert Wright und George Forrest. Es folgten weitere Broadway-Engagements in The Engagement Baby (1970), Ari (1971) und The Speed of Darkness (1991). Ihr größter Erfolg am Broadway war die Rolle der Lehrerin Anna Leonowens in dem Musical The King and I (1977/1978), die sie dort an der Seite von Yul Brynner spielte.
Im Verlauf ihrer Karriere übernahm Towers zahlreiche weitere Musicalrollen: Julie Jordan in Carousel (1966 City Center Theatre, New York City), Julie LaVerne in Show Boat (1966 New York State Theatre, New York City), Maria Rainer in The Sound of Music (1973 Pittsburgh Civic Light Opera, Pittsburgh), Eliza Doolittle in My Fair Lady (1973 in Indianapolis) und die Titelrolle in Mame von Jerry Herman (1973 in Springfield). Mit The King and I (1976) und als Guinevere in Camelot (1962) ging sie in den Vereinigten Staaten auch auf Tournee.
Ihre Interpretation der Julie La Verne in Show Boat in einer Aufnahme der Produktion des New Yorker Lincoln Center Theatre von 1966 wurde im August 1966 auf Schallplatte veröffentlicht und ist mittlerweile auch als CD erschienen.
Towers übernahm immer wieder auch Rollen in Sprechstücken, so 1973 die Rolle der Eleonor Hilliard in dem Theaterstück An einem Tag wie jeder andere von Joseph Hayes am Arlington Park Theatre in Illinois. 2008 trat Towers in der Boulevardkomödie Six Dance Lessons in Six Weeks von Richard Alfieri am Falcon Theatre in Burbank, Kalifornien auf. Im Januar 2010 gastierte sie mit diesem Stück am Rose Theatre in Brampton, Kanada.

### Film und Fernsehen
Towers übernahm Anfang der 1950er Jahre erste Fernsehrollen. Ihr Kinodebüt gab sie 1955 in der Komödie Bring Your Smile Along unter Regie von Blake Edwards. Der Durchbruch als Filmschauspielerin gelang ihr 1959 mit der Rolle der Hannah Hunter in John Fords Western Der letzte Befehl. Sie spielte darin neben John Wayne und William Holden eine mutige Plantagenbesitzerin aus dem Süden, die während des Sezessionskrieges von ihr verhasste Truppen der Nordstaaten in ihrem Haus aufnehmen muss und als Geisel genommen wird. Im darauffolgenden Jahr spielte Towers ein zweites Mal unter John Fords Regie, in dessen Western Mit einem Fuß in der Hölle verkörperte sie an der Seite von Jeffrey Hunter dessen Filmpartnerin.
Towers wurde im Kino der 1960er-Jahre mehrfach auf den Typus des „Bad Girl“ besetzt, dessen Verhalten nicht den damaligen Moralvorstellungen entsprach. In dem Thriller Schock-Korridor von 1963 spielte sie unter der Regie von Samuel Fuller die Rolle einer Geliebten und Nackttänzerin. Ein Jahr darauf engagierte Fuller sie in seinem Filmdrama Der nackte Kuß in der Rolle einer Prostituierten. Nach Mitte der 1960er-Jahre folgten längere Zeit keine Filmrollen mehr und Towers spielte vor allem Theater. Später kehrte Towers gelegentlich in Charakterrollen auf die Leinwand zurück, etwa in dem Kampfsportfilm Karate Kid IV – Die nächste Generation (1994), in dem Horrorfilm Das Relikt (1997) und in dem Thriller Ein perfekter Mord (1998).
Beginnend mit einem Engagement bei der Serie Love Is a Many Splendored Thing übernahm Towers mehrfach Rollen in amerikanischen Seifenopern. Auch war sie in Episodenrollen ein Gaststar in zahlreichen amerikanischen Fernsehserien seit den 1950er-Jahren, darunter so bekannte wie Perry Mason, Detektiv Rockford – Anruf genügt, Mord ist ihr Hobby, L.A. Law – Staranwälte, Tricks, Prozesse, MacGyver, Matlock, Baywatch – Die Rettungsschwimmer von Malibu und Criminal Minds. 1993 spielte sie die Rolle der Botschafterin Taxco in der Episode The Forsaken in der Serie Star Trek: Deep Space Nine. Im Laufe ihrer Fernsehkarriere wurde Towers zweimal (1974 und 2002) für den Emmy Award nominiert.
Ab 1997 verkörperte Towers eine Hauptrolle als boshafte intrigante Matriarchin Helena Cassadine in der langlebigen US-Fernsehserie General Hospital. Sie übernahm die Rolle von Elizabeth Taylor, welche die Figur bereits 1981 in einem vielbeachteten Auftritt gespielt hatte. Towers stieg zwar 2002 aus der Hauptbesetzung von General Hospital aus, spielt aber Stand 2023 die Rolle der Helena noch immer in gelegentlichen Gastauftritten.

## Privates
Constance Towers war in erster Ehe mit Eugene C. McGrath verheiratet; die Ehe wurde geschieden. In zweiter Ehe war Towers von 1974 bis zu seinem Tod 2018 mit dem Schauspieler und früheren amerikanischen Botschafter in Mexiko, John Gavin, verheiratet. Towers ist Mutter von vier Kindern, einem Sohn und einer Tochter aus ihrer ersten Ehe und zwei Töchtern aus ihrer zweiten Ehe. Sie lebt in Los Angeles.

## Filmografie (Auswahl)
- 1952: Tales of Tomorrow (Fernsehserie, 1 Folge)
- 1955: Bring Your Smile Along
- 1957/1958: Alle lieben Bob (The Bob Cummings Show, Fernsehserie, 2 Folgen)
- 1959: Der letzte Befehl (The Horse Soldiers)
- 1960: Der schwarze Sergeant (Sergeant Rutledge)
- 1961: Abenteuer im wilden Westen (Zane Grey Theater, Fernsehserie, 1 Folge)
- 1961–1965: Perry Mason (Fernsehserie, 5 Folgen)
- 1963: Schock-Korridor (Shock Corridor)
- 1964: Der nackte Kuß (The Naked Kiss)
- 1964: Bezwinger des Todes (Fate is the Hunter)
- 1971–1972: Love is a Many Splendored Thing (Fernsehserie, mind. 446 Folgen)
- 1975: Hawaii Fünf-Null (Hawaii Five-O, Fernsehserie, 1 Folge)
- 1979: Detektiv Rockford – Anruf genügt (The Rockford Files, Fernsehserie, 1 Folge)
- 1979/1981: Fantasy Island (Fernsehserie, 2 Folgen)
- 1982–1987: Capitol (Fernsehserie, mind. 1257 Folgen)
- 1985: Fast Forward – Sie kannten nur ein Ziel (Fast Forward)
- 1985: Mein Freund das Wildpferd (Sylvester)
- 1986: Auf den Schwingen des Adlers (On Wings of Eagles, Miniserie, 2 Folgen)
- 1987: Mord ist ihr Hobby (Murder, She Wrote, Fernsehserie, 1 Folge)
- 1987/1988: L.A. Law – Staranwälte, Tricks, Prozesse (L.A. Law, Fernsehserie, 2 Folgen)
- 1989: MacGyver (Fernsehserie, 1 Folge)
- 1989: Der Nachtfalke (Midnight Caller, Fernsehserie, 1 Folge)
- 1990: Mann muss nicht sein (Designing Women, Fernsehserie, 1 Folge)
- 1991: Schatten der Macht (Memories of Midnight, Miniserie, 2 Folgen)
- 1991: Matlock (Fernsehserie, 1 Folge)
- 1992: Baywatch – Die Rettungsschwimmer von Malibu (Baywatch, Fernsehserie, 1 Folge)
- 1992: 2000 Malibu Road (Fernsehserie, 4 Folgen)
- 1992: Die total beknackte Nuß (The Nutt House)
- 1992: Die Mühlen Gottes (The Sands of Time, Fernsehfilm)
- 1993: Star Trek: Deep Space Nine (Fernsehserie, 1 Folge)
- 1994: Karate Kid IV – Die nächste Generation (The Next Karate Kid)
- 1994: Frasier (Fernsehserie, 1 Folge)
- 1994: Thunder in Paradise (Fernsehserie, 2 Folgen)
- 1994: Palm Beach-Duo (Silk Stalkings, Fernsehserie, 1 Folge)
- 1995: Caroline in the City (Fernsehserie, 1 Folge)
- 1997: Das Relikt (The Relic)
- 1997: Sunset Beach (Fernsehserie, 10 Folgen)
- 1997–2002 (Hauptrolle), seit 2003 (wiederkehrende Gaststar-Auftritte): General Hospital (Fernsehserie)
- 1998: Ein perfekter Mord (A Perfect Murder)
- 2000: Providence (Fernsehserie, 1 Folge)
- 2006: Criminal Minds (Fernsehserie, 1 Folge)
- 2007: 4400 – Die Rückkehrer (The 4400, Fernsehserie, 1 Folge)
- 2008: The Awakening of Spring
- 2009: Cold Case – Kein Opfer ist je vergessen (Cold Case, Fernsehserie, 1 Folge)
- 2014: Men at Work (Fernsehserie, 1 Folge)
- 2016: 11.22.63 – Der Anschlag (11.22.63, Miniserie, 1 Folge)
- 2018: The Storyteller
- 2022: 9-1-1: Lone Star (Fernsehserie, 1 Folge)